# Serrat de Peçaplana
El Serrat de Peçaplana és una muntanya de 1.653 metres que es troba al municipi de les Valls d'Aguilar, a la comarca de l'Alt Urgell.